# Olaszország világörökségi helyszínei
Olaszország területéről eddig hatvan helyszín került fel a világörökségi listára, harminckét helyszín a javaslati listán várakozik a felvételre.
| | Camonica-völgy |
| 1979 |                |
| Kulturális (III)(VI) |                |
| Védett terület: 432,3 ha, puffer zóna: 1 018,23 ha, hivatkozás: 94 |                |
| Európa prehisztorikus sziklarajzainak legnagyobb lelőhelye Capo di Ponte közelében, a Brescia tartománybeli Camonica-völgyben (Val Camonica) található. A rajzok az őskori szokások képi ábrázolásának kiemelkedően jelentős példái, tanulmányozásuk fontos őstörténeti, szociológiai és néprajzi információkkal szolgál. A sziklákba több mint száznegyvenezer ábrát véstek körülbelül nyolcezer év alatt. Az ismeretlen művészek feltételezhetően a camuni alpesi néphez tartoztak. A rajzok témája változatos, vadászatot, állatokat, fegyverek, földművelő eszközöket stb. ábrázolnak és jellegük idővel változik. A paleolit kori legkorábbi ábrák i. e. 8000 körül készülhettek és vadászatot, valamint a civilizáció kezdeteit jelenítik meg. A neolitikum rajzain (i. e. 4000 – i. e. 3000) már megjelenik a vallásos jelleg is, az eneolit kor (i. e. 3000 – i. e. 2000) ábrázolásaira pedig már a mindennapi élet és a vadászat bemutatása jellemző. A legkésőbbi ábrákon (i. e. 1000 körül), amelyeknek alkotója egy más nép lehetett csatajelenetek, kunyhók, szekerek, fegyverek és az aratáshoz köthető motívumok láthatók. |                |

| | Santa Maria delle Grazie-templom |
| 1980 |                                  |
| Kulturális (I)(II) |                                  |
| Védett terület: 1,5 ha, hivatkozás: 93 |                                  |
| A Santa Maria delle Grazie-templomot a 15. század második felében építették lombard gótikus stílusban. 1492-ben Ludovico Sforza Milánó hercege utasítást adott a templom átépítésére, amit saját és felesége Beatrice d'Este temetkezési helyének szánt. Az épület keleti részéhez Donato Bramante épített félkör alakú apszisokat, ezenkívül a főhajót is felújították. A templom világhírét Leonardo da Vinci remekművének, Utolsó vacsora című alkotásának köszönheti. Da Vinci 1495-ben kapott megbízást egy freskó elkészítésére a refektórium nyugati falára. A munkát 1497-ben fejezte be. A 4,2x9,1 méteres freskó azt a pillanatot jeleníti meg, amikor Krisztus kijelenti a 12 apostolnak, hogy egyikük el fogja árulni őt. Az Utolsó vacsora a művészet történetének egyik legismertebb falfestménye, amely kompozíciójában és perspektívájában is szakított a hagyományokkal. Da Vinci a festés során is a hagyományostól eltérő technikát alkalmazott, ami miatt a festmény állaga pár éven belül elkezdett romlani és azóta többször is restaurálásra szorult. |                                  |

| | Róma történelmi központja |
| Olaszország és Vatikán közös világörökségi helyszíne |                           |
| 1980, kiterjesztés: 1990, kisebb módosítás: 2015 |                           |
| Kulturális (I)(II)(III)(IV)(VI) |                           |
| Védett terület: 1431 ha, hivatkozás: 91 |                           |
| A világörökségi helyszín eredetileg Róma ókori és középkori történelmének épületeit és műemlékeit foglalta magába. 1990-ben kiterjesztették, így ma az Olaszországhoz és a Vatikánhoz egyaránt tartozó helyszín része Róma történelmi központja, a Vatikán területen kívüli birtokai és a San Paolo fuori le mura-bazilika. A város történelmi központjának legfontosabb műemlékei a Forum Romanum, Augustus és Hadrianus császárok mauzóleumai, a Colosseum, Constantinus diadalíve, a Pantheon, valamint a középkori és a barokk Róma templomai és épületei. A Vatikán államot létrehozó, az Olaszország és a Szentszék között 1929-ben aláírt lateráni egyezmény szerint a Szentszék tulajdonában maradt több épület, a közös jelölésnek köszönhetően az Aurelianus-féle falakon belül levő történelmi központ teljes egészében a világörökség része lett. A Vatikán területen kívüli épületei, melyek a világörökség részét képezik a következők: Lateráni Palota,Scala Santa San Giovanni in Laterano-bazilika,San Paolo fuori le mura bazilika és kolostor,Santa Maria Maggiore bazilika,Palazzo di San Callisto,Palazzo della Cancelleria ,Palazzo di Propaganda Fide,Palazzo Maffei ,Palazzo dei Convertendi,Palazzo detto dei Propilei,Palazzo Pio ,Palazzo del Santo Uffizio és a Gianicolo dombon található házak |                           |

| | Firenze történelmi központja |
| 1982, kisebb módosítás: 2015 |                              |
| Kulturális (I)(II)(III)(IV)(VI) |                              |
| Védett terület: 505 ha, puffer zóna: 10 480 ha, hivatkozás: 174 |                              |
| Firenze történelmi központja a városban több mint 600 évig tartó rendkívüli művészeti tevékenység eredménye. A várost i. e 59-ben alapították a rómaiak, majd az évszázadok során fokozatosan megszerezte a rivális toszkán települések feletti uralmat. A 14. században fallal vették körül és ekkor kezdődött mintegy két évszázadon át tartó aranykora. A Medici-család uralma alatt komoly befolyást gyakorolt Európa művészetére. Legfontosabb épülete a Santa Maria del Fiore-katedrális amelynek kupoláját Filippo Brunelleschi tervei alapján építették 1420 körül. Harangtornyát Giotto di Bondone tervezte 1334-ben. Jelentős egyházi építményei a Santa Croce-bazilika, a Keresztelőkápolna a Paradicsom Kapujával és a San Lorenzo-templom a Medici család síremlékeivel. A dómtól délre található a város politikai és kulturális központja a Piazza della Signoria a Palazzo Vecchióval, a városházával. Legfontosabb múzeumai az Uffizi képtár, a világ egyik leghíresebb képgyűjteményével, a Bargello Múzeum és a Pitti-palota a mellette fekvő Boboli-kertekkel. Az Arno folyón átívelő hidak közül legrégebbi a Ponte Vecchio, ahol korábban csak az aranyművesek tarthattak fenn műhelyt. |                              |

| | Velence és lagúnája |
| 1987 |                     |
| Kulturális (I)(II)(III)(IV)(V)(VI) |                     |
| Védett terület: 70 176,4 ha, puffer zóna: ha, hivatkozás: 394 |                     |
| A 118 apró szigetre épült város páratlan építészeti alkotásokkal rendelkezik. A 15. században Itália leggazdagabb települése volt, a középkori világ egyik legnagyszerűbb városa. Velencét az 5. században alapították megszállók elől menekülők, kezdetben átmeneti lakhelyként, később állandó településként. Befolyása folyamatosan nőtt és a világ egyik legfontosabb tengeri hatalmává nőtte ki magát. A kereskedelemből származó óriási bevételei lehetővé tették palotái és templomai építését. Befolyása egészen a 15. századig nőtt, ekkor Amerika felfedezése és az Oszmán Birodalom terjeszkedése miatt lassú, évszázadokig tartó hanyatlásnak indult. Napjainkban Velence egész városa egy műalkotásnak tekinthető. Területét 150 csatorna hálózza be, rajtuk több mint 400 híddal. Főútvonala a Canal Grande, két oldalán a város legfényűzőbb palotáival. Főtemploma a Szent Márk-székesegyház ami megőrizte 11. századi szerkezetét. Mellett áll a Dózsepalota, ami város közigazgatási központja volt. A gótikus stílusú palotát a 12. században kezdték építeni. Jelentősek templomai, kolostorai, palotái és múzeumai, melyekben többek között Canaletto, Giorgione, Tiziano, Tintoretto, Veronese és Tiepolo alkotásai láthatók. |                     |

| | A pisai Dóm-tér |
| 1987 |                 |
| Kulturális (I)(II)(IV)(VI) |                 |
| Védett terület: 8,87 ha, puffer zóna: 254 ha, hivatkozás: 395 |                 |
| A Campo dei Miracoli (Csodák tere) néven is ismert tér műemlék épületei, a dóm a világhírű ferde tornyával, a keresztelőkápolna és a fallal körülvett temető a középkori építészet remekművei. Egységes stílusban készültek és ügyeltek arra, hogy érvényesüljenek hatalmas méreteik. A márványból és kőből épült dóm a pisai román kori építészet legszebb alkotása. A latin kereszt alaprajzú öthajós épületet 1063-ban kezdték építeni Buscheto építész tervei alapján és a 12. század végén fejezték be. Homlokzata Rainaldo műve aki Buscheto utóda volt, bronzkapui a 12. század végén készültek el. A belső tér jellegzetessége kazettás mennyezete a 16. századból. A harangtornyot 1173-ban kezdték építeni, és már nem sokkal később süllyedni és ferdülni kezdett, ekkor új alapozással erősítették meg. A 14. század közepére elkészült keresztelőkápolna építészeti stílusa már átmenetet képez a gótikába, a benne lévő szószék Nicola Pisano alkotása a 13. század közepéről. A temető (Camposanto) a második világháborúban súlyosan megsérült, de helyreállították. Több korból származó síremlékei mellett falain 14. és 15. századi falfestmények láthatók. |                 |

| | San Gimignano |
| 1990 |               |
| Kulturális (I)(III)(IV) |               |
| Védett terület: 13,88 ha, hivatkozás: 550 |               |
| San Gimignano a Rómába vezető zarándokút egyik fontos állomása volt. Jellegzetes városképét két, a középkorban egymással rivalizáló családnak köszönheti, akik összesen 72 lakótornyot építettek a településen. A város fejlettségét és gazdagságát ezek a tornyok jelképezték. A tornyok némelyike elérte az ötven méteres magasságot, a 72 toronyból mára 14 maradt meg. A családok számára nyújtott lakhely és védelem mellett egyfajta státusszimbólumok is voltak. Látványosak a város falai és erődített házai is, városképe szemlélteti a középkori itáliai városok hangulatát. A történelmi központban a 14. és a 15. századi itáliai építészet jelentős alkotásai láthatók, egy helyen jelennek meg a városi építészet infrastruktúrái, a terek, házak, utcák, paloták és kutak. Székesegyháza eredetileg román stílusban épült a 13. század első harmadában, később egy hatkápolnás kereszthajóval egészítették ki. A városházában (Palazzo del Popolo) Lippo Memmi és Memmo di Filippuccio freskói találhatók a 14. századból. A középkori falfestészet jelentős alkotásának számít a Sant'Agostino-templom freskódíszítése is. |               |

| | Sassi di Matera |
| 1993 |                 |
| Kulturális (III)(IV)(V) |                 |
| Védett terület: 1 016 ha, puffer zóna: 4365 ha, hivatkozás: 670 |                 |
| A Basilicata tartományban található Matera a mediterrán térség egyik legjobb állapotban fennmaradt sziklatelepülése. Még az 1950-es években is lakták. Ez volt az ország egyik legnagyobb nyomornegyede amíg 20. század közepén a hatóságok el nem költöztették az itt lakókat. A helyszínt az 1980-as évek közepén nyilvánították védettnek. Az üregeket a viszonylag puha vulkáni tufába vájták, a település 300-400 méter magasan egy völgymeder fölött, két tölcsér alakú mélyedésben épült ki. Az itt lakók az agyagos fennsíkon folytatott földművelésből és állattartásból éltek. A hely népszerű volt a kolostori közösségek körében is. A legkorábbi üregek egyszerű barlangok voltak, amelyeket a kitermelt anyagból épült falakkal védtek. A falat később fedett helyiséggé bővítették. A 8. században Kis-Ázsiából menekült szerzetesek telepedtek le, és sziklatemplomokat alakítottak ki Materában, amelyeket bizánci stílusú freskókkal díszítettek. Az évszázadok során egyre több barlanglakást alakítottak ki, ezek egy részék közös udvarok köré, így "vicinato"-k (szomszédságok) fejlődtek ki közösen használt létesítményekkel. A település legmagasabb pontján álló székesegyház 1230 és 1270 között épült. |                 |

| | Vicenza városa és Veneto tartomány Palladio által tervezett villái |
| 1994, kiterjesztés: 1996 |                                                                    |
| Kulturális (I)(II) |                                                                    |
| Védett terület: 333,87 ha, hivatkozás: 712 |                                                                    |
| Az i. e. 2. században alapított Vicenza ma is látható városképét nagyrészt a 16. században alkotó Andrea Palladio munkásságának köszönheti. A nevét viselő „Palladio-stílusra” nagy hatást gyakorolt az ókori építészet. Vicenza alaprajzán ma is felismerhető a római kori városszerkezet, a mai városközpontot Palladio huszonhárom épülete határozza meg. Római korból maradtak meg vízvezetékének egyes szakaszai, és új szerkezetbe foglalt középületek maradványai. Palladio egyaránt tervezett magán- és középületeket, ezen kívül híresek Veneto tartományban szétszórtan fekvő villái is. Egyik legfontosabb alkotása a vicenzai városháza a Palazzo della Ragione amelyet Basilica Palladiana-nak is neveznek. Késői munkája a Teatro Olimpico, ennek nézőtere amfiteátrum alakú. Színpadát szobrokkal díszítették, egy palotahomlokzatot jelenít meg, amely mögött fából kialakított díszletek kelti egy város illúzióját. A városházával szemben épült fel a Loggia del Capitaniato, a katonai parancsnokság. Vicenzán kívül található az építész egyik leghíresebb alkotása a Villa Rotonda. Palladio stílusa már európai országokban és Észak-Amerikában is hatást gyakorolt az építészetre. |                                                                    |

| | Siena történelmi központja |
| 1995 |                            |
| Kulturális (I)(II)(IV) |                            |
| Védett terület: 170 ha, puffer zóna: 9 907 ha, hivatkozás: 717 |                            |
| Siena a középkori város megtestesítője. Utcahálózata, kapui, kútjai és épületei jó állapotban maradtak meg, fókuszpontja a kagyló alakú Piazza del Campo. Ez a tér eredetileg két részből állt, a 12. század végén egyesítették. A városközpontot a 14. és a 16. század között egy hét kilométeres fallal vették körül, ami követi a dombok körvonalát. A főtéren áll a Palazzo Pubblico, a városháza. Legfeltűnőbb eleme a 14. század első felében épült 88 méter magas Torre del Mangia. Ez az épület volt a mintája a gazdag kereskedőcsaládok palotáinak (Palazzo Tomei, Palazzo Buonsignore). A tér másik oldalán álló kút Jacopo della Quercia egyik remekművének Fonte Gaiának másolata, az eredetit múzeumban őrzik. Siena legmagasabb pontján áll a város 13. századi székesegyháza, Olaszország egyik legszebb gótikus épülete, benne Nicola Pisano díszes szószékével. Kőintarziás padlózata 1369 és 1546 között készült. A Piazza del Campo a 16. század óta kereskedelmi tevékenységek, fesztiválok, ünnepségek helyszíne és a mai napig is itt rendezik meg évente kétszer a híres lovasversenyt a Palio-t. |                            |

| | Nápoly történelmi központja |
| 1995, kisebb módosítás: 2011 |                             |
| Kulturális (II)(IV) |                             |
| Védett terület: 1 021 ha, puffer zóna: 1 350 ha, hivatkozás: 726 |                             |
| Nápolyt i. e. 470-ben alapították görög telepesek, egy Parthenopé nevű város központját kibővítve hozták létre Neapolisz néven. Egyik piacának maradványait a San Lorenzo Maggiore-templom alatt tárták fel. Ebből a korai településből a földfelszín fölött alig maradt meg valami, kivéve az északnyugati városrész néhány falmaradványát. A római korból származik a színház valamint temetők és katakombák. A korai keresztény idők emléke a 6. századi Santa Restituita-bazilika 4. századi kápolnájával. Ez az épületegyüttes később a San Gennaro-katedrális része lett. A tengerpart mellett álló Castel Nuovot-t a 13. században építették, a Santa Chiara-templomot 1340-ben fejezték be. A barokk kor alkotása a Gesű Nuovo-templom a 16. századból, a királyi palotát Domenico Fontana tervei alapján a 17. század első éveiben emelték. A város a 16. század elejétől a 18. század közepéig a spanyol alkirályok helyőrsége volt. Nápoly különböző korokból származó történelmi épületei és természeti környezete különleges érték ma is őrzi a térségben egymást követő kultúrák lenyomatát. |                             |

| | Crespi d’Adda |
| 1995 |               |
| Kulturális (IV)(V) |               |
| Hivatkozás: 730 |               |
| A Bergamo tartományban fekvő épségben fennmaradt Crespi d'Adda egy ipartörténeti település a 19. század végéből. Részben még ma is ipari célokra használják. A textilgyáros Crespi család alapította a gyárat és a hozzá tartozó infrastruktúrát Capriate San Gervasióban egy mezőn az Adda folyó közelében. A gyár körül a munkások számára először sok családnak lakhelyet adó nagyméretű házakat emeltek, majd amikor a gyár a következő generáció tulajdonában került egy-egy családnak külön kertes házakat alakítottak ki. A 20. század első harmadában a gyárban körülbelül háromezren dolgoztak. A települést egy széles út választja ketté egyik oldalán az egységes épülettömböt alkotó, a lombard gótikára jellemző tégladíszítéssel ellátott gyárral, a másik oldalon a munkások városrészével. Ezt a területet egy háromsoros sakktábla alaprajz mentén tervezték meg. A házak mellett egy vízerőművet és középületeket – iskolát, színházat, orvosi szállást, kórházat, mosodát és templomot – is építettek valamint orvosi rendelőt tartottak fenn. |               |

| | Ferrara történelmi központja és a Pó torkolata |
| 1995, kiterjesztés: 1999 |                                                |
| Kulturális (II)(III)(IV)(V)(VI) |                                                |
| Védett terület: 46 712 ha, puffer zóna: 117 649 ha, hivatkozás: 733 |                                                |
| Ferrara reneszánsz városközpontja gyakorlatilag érintetlenül őrizte meg városszerkezetét ami nem szokványosan egy központi mag körül alakult ki, hanem egy tengely mentén hosszabban elhúzódva. Ferrarát a 13. századtól egészen a 16. századig az Este család kormányozta. Pártolták a művészeteket és koruk legnagyobb alkotói dolgoztak a városban köztük Antonello Pisanello, Andrea Mantegna, Piero della Francesca és Jacopo Bellini. Fejlődése a 17. században tört meg, ezután háromszáz évig nagyon keveset változott. Főtemploma a román stílusú Szent György-bazilika 1135 és 1485 között épült meg, jellegzetessége gazdagon díszített homlokzata. A freskókkal díszített Castello Estense volt kétszáz évig az Este család rezidenciája. A városháza, a Palazzo Comunale a 13. századból való. Jelentős épületei a Palazzo dell'Università, a Palazzo Lodovico il Moro, és a Palazzo dei Diamanti. A helyszínt később a Pó torkolatvidékével bővítették ki, itt található Pomposa apátsága, és az Este család vidéki birtoka is. |                                                |

| | Castel del Monte |
| 1996 |                  |
| Kulturális (I)(II)(III) |                  |
| Védett terület: 3,1 ha, puffer zóna: 10 847,3 ha, hivatkozás: 398 |                  |
| A nyolcszög alaprajzú várat II. (Hohenstaufen) Frigyes császár építtette 1250 körül Puglia tartományban Bari közelében. Minden sarkán egy-egy szintén nyolcszög alaprajzú torony emelkedik, és belső udvara is nyolcszögű. Előképe egyes elméletek szerint az aacheni palotakápolna lehetett, esetleg az uralkodóra nagy hatást gyakorló ősi arab kultúrában kiemelt jelentőségű nyolcas szám. Egy szikla tetején emelkedik, kialakításakor feltételezhetően nagy szerepet kapott a számmisztika. Keverednek benne a klasszikus ókor, az iszlám és az északi ciszterci gótikus építészet stílusjegyei, viszont feltűnően hiányoznak belőle a keresztény díszítőelemek. A szokatlan formájú épület mellől hiányoznak a kor megszokott kiegészítő elemei, például a külső védművek, a konyhák, az istállók, a raktárak stb. A vár funkciója sem ismert, feltételezhetően vadászkastélyként hasznosították. Belső díszítésének nagy része az évszázadok során megsemmisült, néhány padlómozaik és értékes anyagból faragott oszlop maradt meg. |                  |

| | Alberobellói trullók |
| 1996 |                      |
| Kulturális (III)(IV)(V) |                      |
| Védett terület: 10,52 ha, hivatkozás: 787 |                      |
| A Puglia tartományban, Baritól hatvan kilométerre található Alberobello kör alaprajzú, kúposan egymásra rakott kőlapokkal fedett házairól, a trullókról híres. Ez az építkezési mód egy időben nagyon elterjedt volt a Földközi-tenger vidékén, de eredete nem ismert. A hagyomány szerint azért terjedt el, mert a könnyen szétbontható épületek segítségével mentesülhettek az építmények száma szerint kivetett adó megfizetésének egy része alól. A házak egy helyiségből állnak, falaikat habarcs nélkül egymásra rakott kövekből alakították ki, fényt kisméretű ablakokon keresztül kaptak. A házakra a gonosz erőkkel szembeni szimbólumokat festettek, falaikat rendszeres időközönként fehérre festették. A ma is látható trullók nagyobb része a 18. század vége előttről származik, négyszögletes belső helyiségükben a kandallókat és tűzhelyeket a falba mélyítették. Esetenként több trullót is egymáshoz kapcsoltak. Alberobello Monti negyedében 1030 trulló található, míg az Aja Piccola negyedben 590 trulló maradt fenn. |                      |

| | Ravenna ókeresztény és bizánci műemlékei |
| 1996 |                                          |
| Kulturális (I)(II)(III)(IV) |                                          |
| Védett terület: 1,32 ha, hivatkozás: 788 |                                          |
| A helyszínhez Ravenna nyolc az 5. vagy 6. századból való műemléképülete tartozik. A város az 5. században a Nyugatrómai Birodalom fővárosa volt, később gót fennhatóság alá került, majd a 751-es longobárd támadásig a bizánci hatalom itáliai központja volt. A mozaikokkal díszített épületek egyesítik magukban a görög-római hagyományokat a keresztény ikonográfiával és a korai kereszténység legfontosabb emlékei közé tartoznak. A legkorábbi mozaikok Galla Placidia mauzóleumában láthatók, a San Vitale-templom mellett, a San Vitale-templom legszebb mozaikjai a szentélyben találhatók. Az Ortodox keresztelőkápolna mozaikdíszítése alatt áll az egyik legjobb állapotban megmaradt őskeresztény keresztelőmedence. Az érseki palotában található Sant'Andrea oratórium mozaikjai a 6. században készültek. A Sant'Apollinare Nuovo-templom mozaikdíszítésének egy része Jézus életéből ábrázol jeleneteket. A hasonló nevű Sant’Apollinare in Classe a város mellett áll Ravenna első püspökének sírja felett. Teodorik mauzóleuma 520 körül épült, ez a korszak egyetlen megmaradt királysírja. Az ariánusok keresztelőkápolnája a gót korszak emléke egyedülálló mozaikokkal. |                                          |

| | Pienza történelmi központja |
| 1996 |                             |
| Kulturális (I)(II)(IV) |                             |
| Védett terület: 4,41 ha, hivatkozás: 789 |                             |
| II. Piusz pápa 1459-ben megbízta Bernardo Rossellinót, hogy szülővárosát reneszánsz stílusban alakítsa át. Itt akarta kialakítani pápai nyári rezidenciáját. Az építész mentora, Leon Battista Alberti módszereit követve tervezte meg a város arculatát, ideális reneszánsz városként képzelte el Pienzát. A reneszánsz várostervezési elméleteket itt ültették át először gyakorlatba. Az új városkép legfeltűnőbb eleme a Piazza Pio II (a főtér) és a mellette álló épületek. A tér mellett áll a kétszintes pápai rezidencia, a Palazzo Piccolomini. Tőle nem messze a másik oldalon található a Palazzo Vescovile más néven Palazzo Borgia. A városháza (Palazzo Civico) 1463-ban épült, jellegzetessége a térre néző oszlopos, boltíves folyosója. A tér mellett épült fel a külsejében reneszánsz, belsejében gótikus stílusban épült háromhajós Santa Maria Assunta-székesegyház is. Jelentősek a pápa kíséretéhez tartozó bíborosok nagyméretű házai is a 15. század közepéről. Ezen kívül még egy kórház és a Szent Ferenc-templommal szemben egy fogadó épült. Az intenzív városfejlesztés csak rövid ideig tartott, az egyházfő 1464-ben bekövetkezett halála után véget ért. |                             |

| | Casertai királyi palota, a Vanvitelli-vízvezeték és a San Leucio épületegyüttes |
| 1997 |                                                                                 |
| Kulturális (I)(II)(III)(IV) |                                                                                 |
| Védett terület: 87,37 ha, puffer zóna: 110,76 ha, hivatkozás: 549 |                                                                                 |
| A palota 1752 és 1775 között épült III. Károly számára. Az épületegyüttes kiemelkedett kortársai közül, méreteiben és pompájában Versailles-i kastéllyal vetekedett. A négyszögletes alaprajzú palotát Luigi Vanvitelli tervei alapján hozták létre. Az ötszintes, négy udvaros épületben negyvenötezer négyzetméteren 34 lépcsőház és 1217 helyiség található. Legszebb részei a fő lépcsőház (több film forgatási helyszíne), a kápolna és a színház. A nyolcvan hektáros kastélyparkban a középső tengelyt szökőkutak és csatornák jelölik ki. Egyik végén áll a francia mintára épült Nagy szökőkút. Az épületegyüttes vízellátásáról a szintén Vanvitelli által tervezett vízvezeték gondoskodik, ami szintén a világörökségi helyszín része. A helyszín harmadik része az 1778-ban alapított San Leucio-selyemgyár és a munkások lakhelyéül szolgáló falu. A létesítményhez iskola, tanítói lakások, selyemhernyó tenyésztésére szolgáló helyiségek, selyemszövő és -festő termek tartoztak. A selyemmanufaktúrát a francia megszállás után nem fejlesztették tovább. |                                                                                 |

| | A Savoyai királyi család rezidenciái |
| 1997, kisebb módosítás: 2010 |                                      |
| Kulturális (I)(II)(IV)(V) |                                      |
| Védett terület: 370,82 ha, puffer zóna: 6 931,47 ha, hivatkozás: 823 |                                      |
| Emánuel Filibert savoyai herceg 1562-ben Torinóba helyezte át fővárosát. Ő és utódai a kor legjelentősebb művészeit bízták meg, hogy a környéken és Torinóban, ami akkor még csak egy egyszerű középkorias város volt fényűző kastélyokat hozzanak létre. Legfontosabb közülük a város központjában álló királyi palota (Palazzo Reale) ami a 16. és a 18. század között épült és a 17. században kapta végső formáját. A központi belső udvar köré épült hatalmas téglapalota 1865-ig a Savoyai-ház hivatalos rezidenciája volt. Az uralkodó hatalmát demonstráló, abszolút hatalmat sugárzó épület báltermét nemrég újították fel. A helyszínhez tartoznak még a szintén Torinóban található Madama, Carignano, Chiablese paloták. A Carignano palota jellegzetessége főhomlokzatának kialakítása. A hercegek utasítására más közeli városokban is nagyszabású épületeket emeltek, köztük Agliè, Bra, Govone, Polenzo, Stupinigi és Venaria települések palotáit és kúriáit. Utolsónak készült el Moncalieri kastélya ami egy 2008-as tűzvészben károsodott. |                                      |

| | A padovai botanikus kert |
| 1997 |                          |
| Kulturális (II)(III) |                          |
| Védett terület: 2,2 ha, puffer zóna: 11,4 ha, hivatkozás: 824 |                          |
| A padovai botanikus kertet Francesco Bonafede botanikus professzor alapította 1545-ben Andrea Moroni tervei alapján. A mai napig sikerült megőriznie eredeti szerkezetét. Alaprajza egy négy négyzetet magába foglaló kör körülötte koncentrikus ösvényekkel és a közepén egy a Földet jelképező kerek tisztással amit az óceánt megjelenítő vizesárok vesz körbe. A kertet magas fallal vették körül, hogy távol tartsák a tolvajokat, a falakat 1704-ben négy látványos bejárattal tagolták. Az évszázadok során öntözőrendszerrel, szivattyúállomással, szökőkutakkal, angolparkkal, egy kilátódombbal és melegházakkal bővítették. A kertben jelenleg körülbelül hatezer növényfaj egyedei élnek, némelyik több száz éves. A kert mindig is ritka fajok gyűjtőhelye volt, egyes növényfajok innen terjedtek el Európában. Az egyetemi városrészben található kert kutatólétesítményként is működik, könyvtára ötvenezer kötetből áll, herbáriuma Olaszország második legnagyobb ilyen jellegű gyűjteménye. |                          |

| | Porto Venere, Cinque Terre és a szigetek (Palmaria, Tino és Tinetto) |
| 1997 |                                                                      |
| Kulturális (II)(IV)(V) |                                                                      |
| Védett terület: 4 689,25 ha, hivatkozás: 826 |                                                                      |
| A helyszínhez a Ligur-partvidék Cinque Terre és Porto Venere közötti 15 kilométeres partszakasza tartozik. Cinque Terre „öt föld” településeit (Monterosso al Mare, Vernazza, Corniglia, Manarola, Riomaggiore) a késő középkorban alapították, és még ma sem köti össze őket közvetlen tengerparti út. Az Olaszország egyik legszebb partvidékének számító helyen gyalogösvényeken és lépcsőkön lehet a településeket végigjárni. A szűk öblökkel tagolt sziklafal fölé az itt élők templomok vagy várak köré építették ki szabálytalan elrendezésű falvaikat. Mezőgazdaságukra jellemző a többlépcsős teraszos termesztés, a legtöbb ilyen módon megművelt földterületet a 12. században alakították ki. A helyszín legfontosabb műemlékei Porto Venere román kori Szent Lőrinc-temploma, a gótikus 13. századi Szent Péter-templom és egy a 17. században átépített vár, ami egykor egy római erődítményhez tartozott. A helyszínhez tartozik még Palmaria, Tino és Tinetto szigete, utóbbiak egy román kori apátság és egy ókeresztény kolostor maradványait őrzik. |                                                                      |

| | A dóm, a Torre della Ghirlandina és a Piazza Grande Modenában |
| 1997 |                                                               |
| Kulturális (I)(II)(III)(IV) |                                                               |
| Védett terület: 1,2 ha, puffer zóna: 1,1 ha, hivatkozás: 827 |                                                               |
| Modena San Gimignanónak ajánlott 12. századi katedrálisa a középkori építészet egyik remekműve, Olaszország egyik legszebb román stílusú temploma. Egy korábbi, az ezredforduló körül összeomlott épület helyén áll a város központjában a Piazza Grandén. A 11. század utolsó éveiben kezdték építeni egy Lanfranco nevű építész tervei alapján és 1184-ben szentelték fel. A katedrális nevezetessége gazdag szobordíszítése - főleg a nyugati homlokzaton - ami Wiligelmo vezetésével készült az úgynevezett Maestri Campionesi csoport közreműködésével, akik Campione és környékéről származó kőművesek és szobrászok voltak. Bár később komolyabb átalakításokat is végeztek az épületen megőrizte eredeti alaprajzát, román, bizánci és korabeli lombard stílusjegyeit. A templom mellett álló harangtornyot is román stílusban kezdték építeni, végül gótikus stílusban fejezték be. A hatszintes vakívekkel és kettős-hármas ablakokkal tagolt tornyot két boltív köti össze a katedrálissal. A katedrális és tornya valamint a tér a középkori városfejlesztés egyik kiemelkedő alkotása. |                                                               |

| | Pompeii, Herculaneum és Torre Annunziata |
| 1997 |                                          |
| Kulturális (III)(IV)(V) |                                          |
| Védett terület: 98,05 ha, puffer zóna: 24,35 ha, hivatkozás: 829 |                                          |
| A helyszínhez tartozó településeket a Vezúv i. sz. 79-es kitörése pusztította el. A régészeti ásatások már a 18. században elkezdődtek, ennek ellenére a lelőhelyeknek eddig csak egy részét tárták fel és folyamatosan kerülnek elő újabb leletek. A városok hirtelen pusztulása miatt a Római Birodalom polgárainak mindennapi élete egyedülálló módon rekonstruálható. A nagy területen kiásott Pompeii kereskedőváros volt jelentős középületekkel, utakkal és az előkelők díszes házaival. A városban feltért freskók a legszebbek közé tartoznak. Híres épületei közé tartozik a Capitolium temploma, a Bazilika és a közfürdők a fórum közelében, a Misztériumok háza, a Faun háza a híres Nagy Sándor-mozaikkal és a Vettiusok háza. A mindennapi élet emlékei a pékségek, boltok maradványai és a feltárt használati tárgyak. Herculaneumból eddig csak kisebb városrészt tártak fel, ennek oka, hogy nem vulkáni hamu, hanem vastag iszapréteg borította el. Épületei sokkal jobb állapotban maradtak meg, mint a Pompeii-ben lévők. Többszintes házak, fürdők, tengerre néző villák, magas teraszok, boltok láthatók a területen, itt is sok épületet freskókkal díszítettek. Torre Annunziatában csak 1967-ben kerültek elő a Villa Oplontis maradványai gazdag freskó-, mozaik- és márványdíszítéssel. A feltételezések szerint Nero császár feleségének villája lehetett. |                                          |

| | Amalfi-part |
| 1997 |             |
| Kulturális (II)(IV)(V) |             |
| Védett terület: 11 231 ha, hivatkozás: 830 |             |
| Az Amalfi-part Olaszország egyik leglátványosabb partszakasza. A világörökségi helyszínhez Salerno környékén a Positano és Vietri sul Mare közötti partszakasz, ezen kívül Scala, Tramonti és Ravello települések tartoznak, összesen 112 négyzetkilométernyi terület. Az itt lakók alkalmazkodtak a földrajzi viszonyokhoz, a domboldalakon teraszos földművelést folytattak, magasabban fekvő fennsíkokon állatokat legeltettek. A terület gazdag építészeti emlékekben. Amalfi a 9. században a térség egyik legerősebb állama volt, legfontosabb épülete a román kori katedrális és a hozzá tartozó kerengő. A hagyomány szerint a város szülötte, Flavio Gioia találta fel az iránytűt. Amalfi és Positano között található a Smaragd-barlang, látványos cseppkövekkel. Positano az ország egyik legrégebbi települése, jellegzetességei sziklákra épült házai. Ravello híres épületei a katedrális és a Villa Rufolo, ahonnan csodálatos kilátás nyílik a tengerre. A partvidék egyes részei viszonylag érintetlenek, ennek köszönhetően eredeti élővilága szinte teljesen megmaradt. |             |

| | Agrigento régészeti lelőhelyei |
| 1997 |                                |
| Kulturális (I)(II)(III)(IV) |                                |
| Védett terület: 934 ha, puffer zóna: 1 869 ha, hivatkozás: 831 |                                |
| A mai Agrigento közelében található romterület az i. e. 6. században alapított Akragasz maradványait őrzi, ami az egyik legjelentősebb települése volt az ókori mediterráneumnak. A régészeti helyszínnek eddig csak egy részét tárták fel. A görög kolónia és kereskedőváros legépebben megmaradt épületei a Templomok völgyében találhatók. Az itt látható dór templomok az ókori görög építészet kiemelkedő alkotásai. A település az i. e. 5. század első felében élte fénykorát. Itt található az egyik legjobb állapotban fennmaradt görög templom, a Concordia-templom ami i. e. 430 körül épült. A Héra-templomot i .e. 450 körül építették. Zeusz templomának csak az alapja és főoltára maradt meg, ez volt a görög világ egyik legnagyobb temploma, oszlopai húsz méter magasak lehettek. Utolsónak épült meg Héraklész temploma. Ebből az épületből csak néhány oszlop maradt meg. A hely klasszikus görög építészet utáni emlékei is jelentősek, köztük hellenisztikus és római épületmaradványok, és késő antik valamint korai keresztény temetők. |                                |

| | Villa Romana del Casale |
| 1997 |                         |
| Kulturális (I)(II)(III) |                         |
| Védett terület: 8,92 ha, puffer zóna: 10,37 ha, hivatkozás: 832 |                         |
| A szicíliai Piazza Armerina közelében található Villa Romana del Casale egyike az eddig ismert legszebb római kori luxusvilláknak. Ez Szicília legnagyobb késő római lakóépülete. Egyes feltételezések szerint császári talajdonban volt, de erre nincs bizonyíték. 1920 óta folynak kutatások a helyszínen de eddig csak egy részét tárták fel. A villa páratlan mozaikdíszítése miatt nevezetes. Ötven helyiségből áll, ezek egy központi udvar köré csoportosulnak. Az ismert négyezer négyzetméteres része négy nagyobb egységre osztható. Az első egy előtér és egy belső udvar, a második egy oszlopcsarnok szökőkúttal, a harmadik rész egy másik oszlopcsarnok mögött található, a negyedik pedig egy vadászatot ábrázoló mozaikkal díszített folyosón keresztül közelíthető meg. A négyezer négyzetméteres alapterületből mintegy háromezer ötszáz négyzetméternyi padlót mozaikokkal díszítettek. A képek többek között halakat, delfineket és más állatokat ábrázolnak, híres a hosszú folyosó padlóján látható vadászjelenet. A legismertebb emberábrázolások női sportolókat jelenítenek meg, akiket a mai bikinihez nagyon hasonló ruhában ábrázoltak a művészek. |                         |

| | Su Nuraxi di Barumini |
| 1997 |                       |
| Kulturális (I)(III)(IV) |                       |
| Védett terület: 2,32 ha, puffer zóna: 3,91 ha, hivatkozás: 833 |                       |
| A szardíniai „nuraghék” kőtömbökből épült robusztus őrtorony-szerű építmények. Eredetük a bronzkorra vezethető vissza és védelmi célokat láthattak el. Az építmények habarcs nélkül egymásra rakott nagyméretű kőtömbökből állnak gyámkővel alátámasztott mennyezettel. A legnagyobb ilyen jellegű erőd a sziget közepén Barumini közelében található, ez a legjobb állapotban fennmaradt nurage. Egyik bővítése az i. e. 1. évezred első felére datálható és valószínűleg a karthágói fenyegetés miatt volt rá szükség. Központi tornya húsz méter magas és tizennégy méter magas tornyokkal megerősített bástya védi. A bástyát egy falgyűrű vette körül, ezt újabb tornyokkal erősítették meg. Közelében egy bronzkori falu maradványai kerültek elő. Az i. e. 7. században a karthágóiak kifosztották és sorsára hagyták, de a település még akkor is lakott volt amikor az i. sz. 2. században a terület római fennhatóság alá került. Ekkor a nuragék elvesztették stratégiai jelentőségüket. A Baruminitől északra elterülő síkságon is feltártak bronzkori házakat, ezek i. e. 1500 körülre datálhatók. |                       |

| | Aquileia régészeti lelőhelyei és a patriarkális bazilika |
| 1998 |                                                          |
| Kulturális (I)(IV)(VI) |                                                          |
| Védett terület: 155,43 ha, puffer zóna: 245,09 ha, hivatkozás: 825 |                                                          |
| Az i. e. 181-ben alapított Aquileia a Római Birodalom egyik legnagyobb települése volt, jelentős kikötőváros és gazdag kereskedelmi központ. Az 5. század közepén a hunok elpusztították, a 6. század közepén a longobárdok törtek be a területre. A korai középkorban pátriárkális központ lett majd a sorozatos támadások következtében a pátriárka Gradoba helyezte át székhelyét. A város nagyobb része még feltáratlan ez a térség legnagyobb kiterjedésű régészeti lelőhelye. Meghatározó műemléke a bazilika és közvetlen környezete. Római kori műemlékei az egykori fórum oszlopai, a bírósági csarnok, a kikötő maradványai, a temető egyedi síremlékekkel, a folyó mellett kiépített rakpart, fürdők, az élelmiszerpiac és villák maradványai. A katedrálist a 11. században építették egy korábbi ókeresztény bazilika helyére ami a hun támadás során megsemmisült. A 20. század elején fedezték fel benne a korábbi templom nagy kiterjedésű padlómozaikját, ami az ország északi részének legrégebbi ismert mozaikdíszítése. |                                                          |

| | A Cilento és Vallo di Diano Nemzeti Park, Paestum és Velia régészeti lelőhelyeivel és a padulai karthauzi kolostor |
| 1998 | |
| Kulturális (III)(IV) | |
| Védett terület: 159 109,73 ha, puffer zóna: 178 100,93 ha, hivatkozás: 842 | |
| A helyszín egy hajdani kereskedőút mellett helyezkedik el Salernótól délre. Az ókorban itt húzódott a gyarmatosító görög telepesek és az őslakos etruszk és lukániai törzsek közötti határterület. Egészen a középkor végéig fontos összekötő szerepe volt a kereskedelemben. A nemzeti park egy része hegyvidéki terület, két legfontosabb régészeti lelőhelye Paestum és Velia. Paestumot, az ókori Poszeidóniát i. e. 650 körül alapították görög telepesek, ma is álló három temploma (Poszeidón-templom, Ceres-templom, Héra-templom) a legszebb fennmaradt görög építészeti alkotások közé tartozik. Az ásatások során a város számos középületének és lakóházának maradványait is feltárták. A romosabb állapotban fennmaradt Velia különlegessége boltíves városkapuja, egyike a legkorábbi és legjobb állapotban lévő ilyen típusú építményeknek. Padula Szent Lőrincnek szentelt kolostorát a 14. század elején alapították, az évszázadok alatt többször is átalakították, majd a 17-18. században barokk stílusban építették át ma is látható formájára. | |

| | Urbino történelmi központja |
| 1998 |                             |
| Kulturális (II)(IV) |                             |
| Védett terület: 29,23 ha, puffer zóna: 3 608,5 ha, hivatkozás: 828 |                             |
| A Marche tarományban két dombon épült Urbino látképét a hercegi palota (Palazzo Ducale) és a székesegyház uralja. 15. századi kulturális felemelkedése során a kor ismert művészei dolgoztak a városban. Urbinóban született a festészet történetének egyik legnagyobb alakja Raffaello is. A hercegi palotát II. Frederico da Montefeltro megrendelésére 1444-ben kezdték építeni Luciano Laurana és Francesco di Giorgio Martini tervei alapján egy régebbi vár és más középkori épületek átalakításával. Később ez az épület lett a reneszánsz paloták egyik modellje. A városfalakat Leonardo da Vinci elképzelései után tervezték át. A palota mellett álló katedrális jellegzetessége nagyméretű kupolája. A templomot 1534-ben kezdték építeni, majd egy 18. század végi földrengés után átalakították. A város jelentős műemléke ezen kívül a gótikus Szent Domonkos-kolostor és templom, a Szent Bernát-templom (a Montefeltro hercegek temetkezési helye), és a Keresztelő Szent János-templom. A város fejlődése a 16. században megakadt ennek köszönhetően maradtak fenn reneszánsz emlékei. |                             |

| | Villa Adriana (Tivoli) |
| 1999 |                        |
| Kulturális (I)(II)(III) |                        |
| Védett terület: 80 ha, puffer zóna: 500 ha, hivatkozás: 907 |                        |
| A Tivolitól hat kilométerre fekvő vidéki császári rezidenciát Hadrianus császár részére építették a 2. század első harmadában. A Földközi-tenger vidékének anyagi kultúráját ötvöző villa inkább kertvárosra, mint birtokra emlékeztet, egymáshoz lazán kapcsolódó elemekből áll. A természetes környezetébe illeszkedő épületegyüttesen a görög stíluselemeket hangsúlyozták, de felismerhetőek rajta például egyiptomi hatások is, például az egyiptomi Canopus településről elnevezett 119 méter hosszú mesterséges tó mellett álló szobormásolatokon. A villát még a császár halála után is bővítették, de egy idő múlva leálltak az építkezéssel. Később reneszánsz és barokk kori építészek tanulmányozták és még a 19-20. századi építészetre is hatással volt. A villa legfontosabb részei a Canopus, egy stadion, egy tó köré épült oszlopcsarnokos vízi színház a Teatro Marittimo, termálfürdők, egy oszlopcsarnok zöld márványból és gránitból faragott oszlopokkal, egy könyvtár, egy aréna és egy görög színház (odeon). Az egyes épületek díszítésénél nagy mennyiségű márványt használtak fel. A villa a korlátlan császári hatalmat jelképezi, a római építészet egyik fényűző és elegáns alkotása. |                        |

| | Lipari-szigetek |
| 2000 |                 |
| Természeti (VIII) |                 |
| Védett terület: 1 216 ha, hivatkozás: 908 |                 |
| A Szicíliától északra fekvő Lipari-szigetcsoport hét szigetből, (Alicudi, Filicudi, Panarea, Salina, Vulcano, Stromboli és Lipari) áll. A pliocén földtörténeti korban alakultak ki három különböző időszakban, de vulkáni tevékenységük csak a pleisztocén korban kezdődött. Jelenleg csak a Stromboli vulkán aktív, a hegy gyakorlatilag az egész szigetet elfoglalja. Ez a negyvenezer éve aktív tűzhányó a világ egyik legaktívabb vulkánja ami közelről tanulmányozható. Filicudi szigetén három kialudt vulkán található. Vulcano sziget Grande Fosse vulkánja is valamilyen szintig aktívnak tekinthető, de nem produkál látványos kitöréseket, ezen kívül Liparin is megfigyelhetőek vulkanikus eredetű jelenségek pl. gőzkiáramlás. A tűzhányókat már a 18. században elkezdték tanulmányozni és leírni a különböző vulkáni tevékenységeket. A szigetcsoport népszerű turisztikai célpont, ezen kívül gazdag élővilágnak ad otthont. A szigeteken négy őshonos, összesen kilencszáz növényfajt dokumentáltak, negyven madárfaja közül tíz veszélyeztetett. A legkisebb sziget – Panarea – különösen gazdag növényfajokban. A térség kedvelt pihenőhelye a költöző madaraknak is. |                 |

| | Verona városa |
| 2000 |               |
| Kulturális (II)(IV) |               |
| Védett terület: 444,4 ha, puffer zóna: 303,98 ha, hivatkozás: 797 |               |
| Az Adige folyó mellett fekvő Veronát a rómaiak alapították az i. e. 1. században. Ebből a korból származik többek között az i. sz. 1. században épült amfiteátrum (az operafesztiváloknak is helyet adó Arena di Verona), a egyik városkapu a Porta dei Borsari, és a folyó kanyarulata mellett álló színház. A hálós elrendezésű város középkori épületei közül legfontosabb a román stílusban épült San Zeno-templom, amit egy 6. századi, földrengésben elpusztult korábbi épület helyén emeltek. Jelentősek nyugati homlokzatán látható domborművei. A 13. és 14. században Verona a Scaligeri-család uralma alatt áll, ekkor épültek gótikus stílusú Scaligeri-síremlékek és a a híddal kiegészített vár a Castelvecchio. A Szent Anasztázia-templom szintén gótikus stílusú és ebben a stílusban építették át a dómot is. Verona központja az egymáshoz közel lévő két tér köré (Piazza delle Erbe és Piazza dei Signori) alakult ki, ahol sok szép középület látható, köztük a Városháza, a Loggia del Consiglio, a Domus Nova és a Palazzo del Governo. Verona következő virágkorát velencei uralom alatt élte a 15. és a 18. század között, jelentősek a Michele Sanmicheli által tervezett reneszánsz épületei is. |               |

| | Assisi Szent Ferenc-bazilika és a ferencesrendi műemlékek |
| 2000 |                                                           |
| Kulturális (I)(II)(III)(IV)(VI) |                                                           |
| Védett terület: 14 563,25 ha, puffer zóna: 4 086,7 ha, hivatkozás: 990 |                                                           |
| Assisi az umbriai kisváros Szent Ferenc és a ferences rend tevékenysége következtében a 13. században Itália egyik legfontosabb művészeti központjává vált. A templomot Szent Ferenc kanonizációja után 1228-ban kezdték építeni. A rendalapítóról elnevezett és a szent sírját is rejtő, a 13. század közepén felszentelt kétszintes templom fontos zarándokhellyé vált. Freskódíszítésén a kor legjelentősebb művészei dolgoztak - köztük Simone Martini, Giotto, Cimabue, Pietro és Ambrogio Lorenzetti - és az ország legnagyobb freskókkal díszített templomának tartják. Homlokzatának legfeltűnőbb eleme nagyméretű rózsaablaka. A San Rufino-templom korábbi formájában valószínűleg már a 8. században is létezett, mai formája a 11. század első felében alakult ki. A ferences rend női ágát megalapító Szent Klárának ajánlott azonos nevű templom építése 1257-ben kezdődött, jellegzetességei széles támpillérei. A városfalakon kívül épült fel a Szent Péter bencés apátság, amit már a 11. század első harmadában említenek a források. A világörökségi helyszínhez tartozik még ezeken kívül a Santa Maria degli Angeli-templom, a San Damiano- és Le Carceri-kolostorok, valamint a Rivotorto-szentély. |                                                           |

| | Villa d´Este |
| 2001 |              |
| Kulturális (I)(II)(III)(IV)(VI) |              |
| Védett terület: 4,5 ha, puffer zóna: 7 ha, hivatkozás: 1025 |              |
| Ippolito d'Este a 16. század közepén egy Róma közelében fekvő egykori bencés kolostort alakíttatott át rezidenciának és ez az épületegyüttes lett a reneszánsz kertépítészet egyik legszebb alkotása. Palota és a kert körülbelül negyvenötezer négyzetméteren terül el, formája eltér a megszokottól mivel megtartották a korábbi kolostor egyes elemeit. A kertet 1605-ben kezdték kiépíteni Alessandro d'Este bíboros megbízására és Pirro Ligorio és Alberto Galvai tervei alapján alakították ki. Vízi látványosságairól, szökőkútjairól, mesterséges vízeséseiről, patakokról, forrásokról, vízköpőkről híres. A víziorgona a francia Claude Venard alkotása. A palota szerkezete egyszerűbb, háromemeletes épület, ablaksorokkal és a loggiával tagolva, szobái a kertre néznek. Egyes termeit többek között Livio Agresti és Federico Zuccari díszítette manierista stílusú freskókkal. A villa a 19. század közepére romos állapotba került, 1851-től felújították és jelentős társasági eseményeket tartottak benne. Jelenleg népszerű turisztikai célpont. |              |

| | A Val di Noto későbarokk városai |
| 2002 |                                  |
| Kulturális (I)(II)(IV)(V) |                                  |
| Védett terület: 112,79 ha, puffer zóna: 305,8 ha, hivatkozás: 1024 |                                  |
| A világörökségi helyszínhez a Szicília délkeleti részén fekvő Val di Noto nyolc városának (Caltagirone, Militello in Val di Catania, Catania, Modica, Noto, Palazzolo Acreide, Ragusa és Scicli) késő barokk építészeti alkotásai tartoznak. A térséget 1693-ban egy nagyerejű, százezer áldozatot követelő földrengés pusztította el, ezután kezdődött el a városok újjáépítése. A széleskörű összefogásnak köszönhetően néhány évtized alatt kiemelkedő jelentőségű épületegyüttesek jöttek létre a korábbi városok romjain vagy mellettük. A cataniai székesegyházat egy normann épület romjaira építették fel, jellegzetessége a 18. század közepén kialakított homlokzata. Az előtte álló elefántszoborral díszített kút a város jelképe. Cataniában található egy korábbi bencés kolostor helyén a San Nicoló apátsági templom is. Ragusa ismert építménye a Keresztelő Szent János-katedrális, míg Noto a San Carlo Borromeo- és a San Domenico-templomról, valamint a városházáról (Palazzo Ducezio) ismert. A nyolc városban található kivételesen egységes alkotások az európai barokk építészet utolsó virágkorát képviselik. |                                  |

| | Piemont és Lombardia szent hegyei (Sacri Monti) |
| 2003 |                                                 |
| Kulturális (II)(IV) |                                                 |
| Védett terület: 90,5 ha, puffer zóna: 721,9 ha, hivatkozás: 1068 |                                                 |
| A helyszínhez kilenc észak-olaszországi szent hegy tartozik ahol kápolnák és egyéb építmények állnak. A zarándokutak épületelemei harmonikusan illeszkednek a körülöttük lévő tájba. Ezek a 16. és 17. század között kialakított zarándokhelyek lemásolták a szentföldi keresztút egyes állomásait és Jézus tevékenységének egyes helyeit. A hegyek így megfelelő alternatívát nyújtottak a hívőknek a nehezen megvalósítható szentföldi zarándoklat helyett. A kápolnák és más építmények önmagukban is jelentős művészi értéket képviselnek. A hívők miközben megközelítik a hegytetőt elhaladnak a kápolnák előtt. Elsőnek épült ki a varallói „Új Jeruzsálem” a 16. század elején. Kápolnáit Gaudenzio Ferrari táj és városképeivel díszítették amelyek jelentős bibliai helyszíneket ábrázolnak. Művészileg értékes a szent hegyeken található építmények szobordíszítése is. A világörökségi helyszínhez összesen kilenc ilyen zarándokút tartozik ezek: Varallo Sesia, Orta San Giulio, Varese, Oropa, Valperga, Serralunga di Crea, Domodossola, Ghiffa és Ossuccio zarándokhelyei. |                                                 |

| | Cerveteri és Tarquinia etruszk nekropoliszai |
| 2004 |                                              |
| Kulturális (I)(III)(IV) |                                              |
| Védett terület: 326,93 ha, puffer zóna: 4 932,11 ha, hivatkozás: 1158 |                                              |
| Cerveteri és Tarquinia i. e. 9. és i. e. 1. század között használt nekropoliszai az etruszkok leghíresebb régészeti emlékei közé tartoznak. A két temető eltérő jellegű, Cerveteriben a temetkezési helyeket sírdombokkal fedték le, míg Tarquiniában kőbe vésték a sírkamrákat. Cerveteri Banditaccia néven is ismert temetőjében a síremlékeket úgy alakították ki, hogy hasonlítsanak az elhunytak egykori lakóhelyéhez, ágyakat, asztalokat, padokat véstek ki a tufából. A nagy kiterjedésű nekropolisz emlékműveit utak, terek választják el egymástól, a temetőnek így egyfajta városjellege van. Tarquinia Monterozzi nevű temetője festett sírjairól híres. A mintegy hatezer sír közül eddig kétszáz festett sírt találtak, a legrégebbiek az i. e. 7. századra datálhatók. A freskókon görög hatás figyelhető meg, az ábrázolt jelenetek a felsőbb osztályok életét (lakoma, tánc, vadászjelenetek) mutatják be. A temetők egyedülálló emlékei az etruszk kultúrának a lakosok mindennapi életének, szertartásainak és hiedelemvilágának. Ezen kívül annak a bizonyítékai, hogy egy viszonylag kis területen belül mennyire különböző temetkezési szokások alakultak ki. |                                              |

| | Val d’Orcia |
| 2004 |             |
| Kulturális (IV)(VI) |             |
| Védett terület: 61 187,96 ha, puffer zóna: 5 660,1 ha, hivatkozás: 1026 |             |
| Val d'Orcia egy mesterségesen kialakított reneszánsz táj Sienától huszonöt kilométerre. A hatékony mezőgazdasági területet a város kereskedőinek kezdeményezésére alakították ki a 14. és a 15. században, hogy bemutassa az Ambrogio Lorenzetti freskóján is látható „Jó kormányzás” eszméjét. Az esztétikailag is szép táj több sienai festőt is megihletett. Az emberi alkotásként is felfogható tájat erődített települések egészítik ki. A táj jellegzetességei feltűnő pontokon álló farmépületei, amelyeket loggiákkal, tornácokkal és hozzájuk vezető fasorokkal egészítettek ki. A világörökségi helyszín sok elemből áll, hozzá tartozik Pienza, Radicofani, Montalcino, Castiglione d’Orcia, Castelnuovo Berardenga, a Santiago de Compostelába vezető zarándokút egy része (a Via Francigena egy szakasza templomokkal, kápolnákkal, fogadókkal, hidakkal, utakkal) ezen kívül a kúpszerű dombokra épült erődített települések. A tájról készült festmények jelentősen hatottak tájképfestészet azon ágára ahol az ideális tájat próbálták megjeleníteni. |             |

| | Siracusa városa és Pantalica nekropolisza |
| 2005 |                                           |
| Kulturális (II)(III)(IV)(VI) |                                           |
| Védett terület: 898,46 ha, puffer zóna: 5 519,4 ha, hivatkozás: 1200 |                                           |
| A helyszín két részből áll, Siracusa ókori városközpontjából és a falakon kívül lévő Pantalica nekropoliszból. A terület kedvező klímájának köszönhetően már a történelem előtti időktől lakott volt. Siracusát korinthoszi telepesek alapították az i. e. 8. században és később a görög világ egyik legnagyobb városává fejlődött. Romjai Ortügia szigetén a mai belvárosban találhatók. Legfontosabb ókori emlékei egy tizenötezer férőhelyes színház, az i. e. 5. századi Athéna-templom maradványai amelyet később beleépítettek a katedrális falába, a római kori amfiteátrum és mellette II. Hierón oltárának alapja. A városban a mediterrán civilizációk csaknem háromezer évéből maradtak fenn emlékek, az ókor után bizánciak, muszlimok, normannok és különböző dinasztiák (például Hohenstaufen) alakították a városképet egészen a a Buorbonokig. Siracusa városközpontjától néhány kilométerre fekszik Pantalica nekropolisza, ahol az i. e. 13. és i. e. 7. század között körülbelül ötezer sírkamrát vájtak a sziklába az itt élő szikul törzsek tagjai. Közelében kőbányák is találhatók és bizánci romok is fennmaradtak. A sírkamrák egy részét később a keresztények kápolnának és lakóhelynek használták. |                                           |

| | Genova Le Strade Nuove és a Palazzi dei Rolli |
| 2006 |                                               |
| Kulturális (II)(IV) |                                               |
| Védett terület: 15,77 ha, puffer zóna: 113 ha, hivatkozás: 1211 |                                               |
| Az "új utcák" (Le Strade Nuove) a város nagyhatalmi időszakában épült arisztokrata városbővítések eredményei. Az első utca a 16. század végén épült Via Garibaldi, majd ezt követte a 17. század elején épült Via Balbi, végül a 18. század végén épült Via Cairoli. A Palazzi dei Rollit az olasz kormány állította össze. Azoknak a reneszánsz és barokk palotáknak a listáját jelenti, melyeket szintén ekkor, a 16-17. század során építettek, s melyekben a hivatalos állami látogatásokkor érkező külföldi vendégeket szállásolták el. A gazdag belső díszítéssel ellátott paloták a város gazdagságát hirdették a diplomaták előtt. A listán szereplő 163 palotából 42-t vettek fel a világörökség listájára, mint a kora újkori és újkori "modern" városépítészet kimagasló példái. |                                               |

| | Mantova és Sabbioneta |
| 2008 |                       |
| Kulturális (II)(III)() |                       |
| Védett terület: 235 ha, puffer zóna: 2 330 ha, hivatkozás: 1287 |                       |
| A két városban két különböző reneszánsz várostervezési mód érvényesült. Mantovában már egy meglévő települést alakítottak át, Sabbioneta viszont csak a 16. században épült ki. A Pó-síkságon fekvő etruszk alapítású Mantovát a 14. századtól kezdve évszázadokig a Gonzaga-család uralta, a később hercegi rangra emelt családtagok nagy szerepet játszottak a reneszánsz kultúra elterjesztésében. A város szerkezete szabálytalan, ez még a római korban kezdődő fejlődésének öröksége. Középkori épületei közül kiemelkedik egy 11. századi körtemplom. A reneszánsz idején a 15. és 16. században a kor híres művészei dolgoztak a városban, a hercegi palotát (Palazzo Ducale) Andrea Mantegna díszítette freskókkal, a San Lorenzo-templomot Leon Battista Alberti tervezte, a Gonzagák nyári palotája a Palazzo del Te pedig Giulio Romano elképzelései alapján épült. Sabbioneta egységes „eszményi reneszánsz” városképét falai, közterei, történelmi épületei és emlékművei határozzák meg. A települést a Gonzaga-család egyik oldalági leszármazottja tette meg hercegi székhellyé. Az ő megrendelésére épült meg egy több száz főt befogadó háromrészes épületkomplexum (Palazzo Ducale), amelynek egy részét laktanyaként hasznosították, másik részét a hercegi család használta rezidenciaként, a harmadik részében társasági eseményeket tartottak. |                       |

| | A rhaetiai vasútvonal Albulában és a Bernina kultúrtáj |
| Olaszország és Svájc közös világörökségi helyszíne |                                                        |
| 2008 |                                                        |
| Kulturális (II)(IV) |                                                        |
| Védett terület: 152,42 ha, puffer zóna: 109 385,9 ha, hivatkozás: 1276 |                                                        |
| Ez a határokon átnyúló világörökségi helyszín két történelmi hegyi vasútvonalat kapcsol össze, amelyek két útvonalon szelik át az Alpokat, piros szerelvényeik esetenként szédítő magasságban haladnak. A Rhätische Bahn (RhB) svájci vasúttársaság. 384 km hosszú hálózata az ország délkeleti részén, Graubünden kantonban található; a hálózaton panoráma- és regionális vonatokat, tehervonatokat, valamint autószállító vonatokat üzemeltet. A Bernina Express és a Glacier Express világszerte ismert márkák, míg a Bernina- és az Albula-vasút 2008 óta az UNESCO világörökség része. Az 1904-ben megnyitott Albula-vasútvonal 67 kilométer hosszú, 47 alagúton, valamint 144 viadukton/hídon halad keresztül. Az 1910-ben elkészült 61 kilométeres Bernina-vasútvonalhoz 13 alagutat és 52 viaduktot/hidat építettek. Ez utóbbi áthalad a 2253 méter magas Bernina-hágón, esetenként 7%-os lejtőn felkapaszkodva. Ezek a vasútvonalak a 20. század elején megszüntették a közép-alpoki települések elszigeteltségét, tartós gazdasági, társadalmi fejlődést indítottak el. |                                                        |

| | Az olasz Dolomitok |
| 2009 |                    |
| Természeti (VI)(VIII) |                    |
| Védett terület: 141 902,8 ha, puffer zóna: 89 266,7 ha, hivatkozás: 1237 |                    |
| Az [[Alpok\|Olasz-Alpo]k északkeleti részén elhelyezkedő Dolomitokat az egyik legszebb és legkülönlegesebb hegyvidéki tájnak tartják. 1420 négyzetkilométeren terül el, legmagasabb pontja a Marmolada hegycsoportban emelkedik 3343 méteren. A hegység kilenc térségre osztható amelynek mindegyikében változatos felszínformák találhatók. Összesen tizennégy háromezer méternél magasabb hegycsúcsa van. A Dolomitok jellegzetességei látványos mészkőalakzatai, függőleges világos hegycsúcsai, tű- és toronyszerű sziklaképződményei, keskeny, mély völgyei, sziklafalai és morénákkal teli üregei. Ezen kívül a hegyláncban gleccserek és karsztképződmények is kialakultak. Ezekből, valamint az előkerült fosszíliákból, szénrétegekből, üledékes kőzetekből rekonstruálható az itteni hegységképződés folyamata. A tájképre az ellentétek jellemzőek, a hegyek tövében törmelékhalmok állnak alattuk erdővel borított lankák és hegyi legelők terülnek el. Növényvilága változatos, eddig körülbelül kétezer-négyszáz növényfajt dokumentáltak a térségben. |                    |

| | Monte San Giorgio |
| Olaszország és Svájc közös világörökségi helyszíne |                   |
| 2003, kiterjesztés: 2010 (Olaszországi terület) |                   |
| Kulturális (VIII) |                   |
| Védett terület: 1 089,34 ha, puffer zóna: 3 207,45 ha, hivatkozás: 1090 |                   |
| Monte San Giorgio (Szent György-hegy) Svájc Ticino kantonjában, a Luganói-tó déli partján emelkedő, 1096 méter magasságú hegy. Egyedi jellegzetessége a híres, triász időszaki őslénytani feltárás. A lelőhely régóta ismert, 2003-tól az UNESCO világörökségi helyszíneinek egyike. A 15. században a környék híressége, Manfred von Riva remete élt itt. A terület valamikor egy trópusi éghajlatú lagúna volt, a tengeri állatok mellett szárazföldi növények és állatok fosszíliái is előkerültek. A kövületek öt egymás fölötti rétegben helyezkednek el, ez a 200-250 millió évvel ezelőtt keletkezett kövületek egyik legjelentősebb lelőhelye. Különösen fontosak a gerinces állatok maradványai a legnagyobb fosszíliák 6 méteresek is lehetnek. Sokféle tengeri állat mellett őshüllő maradványokat is feltártak. A vizsgált viszonylag rövid földtörténeti korban a növény- és állatvilág gyorsan változott, a fajok robbanásszerűnek nevezhető szerteágazása ment végbe. A lelőhely a gerinces állatok fejlődésének egy fontos szakaszát mutatja be, így viszonyítási pont az evolúciókutatás számára. A védett státuszt kiterjesztették a hely olaszországi oldalára is, így 2010 óta a hely a két ország közös világörökségi helyszíne. |                   |

| | Longobárd emlékek Itáliában |
| 2011 |                             |
| Kulturális (II)(III)(VI) |                             |
| Védett terület: 14,08 ha, puffer zóna: 306,22 ha, hivatkozás: 1318 |                             |
| A világörökségi helyszínhez hét épületcsoport tartozik, amelyeket az Észak-Európából bevándorló longobárd törzsek emeltek, akik a 6. és a 8. század között nagy kiterjedésű területek fölött uralkodtak. Alkotásaik átmenetet képeznek a későantik és az európai kora középkor építészete között, magába olvasztva az ókori Róma, a keresztény hit, a bizánci hatás és az északi germán hagyományok stíluselemeit. Az épületek tükrözik a lombardok a középkori európai kultúrában, főleg a kolostori életforma elterjedésében betöltött befolyásos szerepét, valamint a lombard elit hatalmát és gazdagságát. A helyszín Cividale del Friuli (Longobárd templom, Püspöki palota), Brescia (San Salvatore-templom, Santa Giulia-kolostor), Castelseprio (San Giovanni Evangelista-templom, Santa Maria fros portas-templom, Torba-kolostor), Spoleto (San Salvatore-templom), Campello sul Clitunno (Tempietto San Salvatore ), Benevento (Santa Sofia épületkomplexum), Monte Sant’Angelo (Szent Mihály szentély) épületeit foglalja magába. |                             |

| | Történelem előtti cölöpházak az Alpok közelében |
| Ausztria, Franciaország, Németország, Olaszország, Svájc és Szlovénia közös világörökségi helyszíne |                                                 |
| 2011 |                                                 |
| Kulturális (IV)(V) |                                                 |
| Védett terület: 274,2 ha, puffer zóna: 3 960,77 ha, hivatkozás: 1363 |                                                 |
| A helyszín az Alpok térségében, hat országban 111 különböző helyen álló, i. e. 5000 és i. e. 500 között épült cölöpház maradványaiból áll. A házakat mocsarak, tópartok, folyópartok mellett tárták fel, tervszerű ásatásokat csak a lelőhelyek kis részén végeztek. A nedves környezet megőrizte a lebomló anyagokat is, így a kutatók dendrokronológiai módszerrel pontos datálásokat végezhettek. Az ásatások során előkerült leletek mintegy harminc különböző kultúrához köthetők és képet adnak az korai európai földművelők életéről és társadalmáról, földművelési, állattenyésztési, fémfeldolgozási technikáiról, valamint azok fejlődéséről. Ezen kívül nyomon követhetővé vált az Alpokon keresztül folytatott kereskedelmi tevékenység is, ahol főleg kovakő, arany, agyagedények, textilek és kagylóhéjak cseréltek gazdát. A szállítóeszközök közül i. e. 3400 körülre datálható szekérmaradványokat tártak fel, ezek az eddig ismertek közül legkorábbiak közé tartoznak. |                                                 |

| | Etna |
| 2013 |      |
| Természeti (VIII) |      |
| Védett terület: 19 237 ha, puffer zóna: 26 220 ha, hivatkozás: 1427 |      |
| A Szicília keleti partján álló Etna a Földközi-tenger térségének egyik leghíresebb hegye, a világ egyik legaktívabb rétegvulkánja. A geológiai kutatások során félmillió évnyi aktivitásra találtak bizonyítékokat, ebből az emberi történelem során az eddig ismert forrásokban mintegy 2 700 évnyit dokumentáltak. Szinte folyamatos aktivitása ösztönzőleg hat a vulkanológia, a geofizika és más földtudományok fejlődésére. Az Etna ezen kívül fontos ökoszisztémát tart fenn benne endemikus növényekkel és állatokkal. Egyes részei könnyen megközelíthetőek például lávafolyások és kisebb kráterek, így ezek oktatási és kutatási célból a helyszínen is tanulmányozhatók. A hegy egyike a világ legjobban monitorozott és kutatott vulkánjainak. A világörökségi helyszínhez a hegy egy 19 237 hektáros szigorúan védett területe tartozik ami az Etna Regionális Nemzeti Park része. A helyszínen csak nagyon kevés infrastruktúra épült ki, néhány hegyi ösvény és egyszerű menedékház a főbb útvonalak mellett és ötven tudományos megfigyelő állomás. A körülötte lévő 26 220 hektáros puffer zónában két turistaövezetet alakítottak ki, itt szállodák, éttermek, autóparkolók, sífelvonók stb. épültek fel és népszerű célpontnak számít. |      |

| | Medici-villák és kertek |
| 2013 |                         |
| Kulturális (II)(IV)(VI) |                         |
| Védett terület: 125,4 ha, puffer zóna: 3539,08 ha, hivatkozás: 175 |                         |
| A helyszínhez tizenkét villa és két kert tartozik, amelyek elszórva találhatók Toszkána területén. Az épületek a Medici-család befolyását szimbolizálják és azt, hogy a művészetek pártolásával mekkora hatást gyakoroltak koruk egész európai művészetére. A villák a 15. és a 17. század között épültek, újszerű megoldásokat alkalmazva és harmonikusan elhelyezve környezetükbe. A majdnem háromszáz év alatt építészeik folyamatosan újfajta építészeti és dekorációs elemek alkalmaztak. Újfajta lakókörnyezetet képviseltek, amelyek jelentősen különböztek az akkori gazdag firenzeiek farmokhoz hasonlító épületegyütteseitől, vagy a helyi bárók megerősített erődszerű kastélyaitól. Az épületeket főleg pihenésre, valamint a művészetek és egyes tudományos kérdések tanulmányozására használták. A Medici-villák esetében az elsők között foglalták egy egységbe a hagyományos építészeti alkotásokat és a kertépítészetet a körülöttük lévő környezettel. Ez a módszer később hosszú ideig referenciaként szolgált az Itáliai és európai uralkodói rezidenciáknál. A Medici-villák ezért az itáliai reneszánsz építészet egyik legeredetibb alkotásainak számítanak. |                         |

| | Piemonti borvidékek: Langhe-Roero és Monferrato |
| 2014 |                                                 |
| Kulturális (III)(V) |                                                 |
| Védett terület: 10 789 ha, puffer zóna: 76 249 ha, hivatkozás: 1390] |                                                 |
| A Piemont déli részén a Pó folyó és a Ligur-Alpok között található világörökségi helyszín öt szőlőtermelő területből és a Cavour-kastélyból áll. A régészeti feltárások során bizonyítékot találtak arra, hogy a területen már az i. e. 5. században folytattak szőlőtermesztést, amikor a térség találkozási pont volt a borkedvelő kelták és etruszkok között. A helyi dialektusban a mai napig kimutathatóak etruszk és kelta eredetű, a bortermeléshez kapcsolódó jövevényszavak. A római korban Idősebb Plinius a Piemonti régiót Itália egyik legjobb bortermelő körzetének írta le, Sztrabón az itt készült hordókat említette meg. A gondosan megművelt bortermelő vidéken még most is felismerhető a régi parcellák határai, ahova messziről látható épületeket emeltek, köztük kastélyokat, román kori templomokat, farmokat, dombtetőkön álló kisebb falvakat. A szőlősök közelében kiépült kisebb településeken folyó értékesítéshez pincéket és raktárakat is építettek. Az öt terület teljes egészében bemutatja az évszázadok óta tartó fokozatosan fejlődő szőlőtermesztés kulturális, építészeti, környezeti és gyártástechnológiai jellemzőit. |                                                 |

| | Az arab-norman Palermo, valamint Cefalù és Monreale székesegyházai |
| 2015 |                                                                    |
| Kulturális ()()() |                                                                    |
| Védett terület: ha, puffer zóna: ha, hivatkozás: 211 |                                                                    |
| A Szicília északi partvidékén található arab-normann építészeti emlékek közül kilenc egyházi és középület (a palermói Királyi palota a kápolnával, a Zisa-kastély, Monreale, Palermo és Cefalu katedrálisai, a San Giovanni degli Eremiti, Santa Maria dell'Ammiraglio (Martorana), San Cataldo templomok, és az Admirális hídja) tartozik a helyszínhez. A Szicíliai Királyság korai idejéből a Hauteville-ház uralkodása alatt emelt épületeken nyugati, iszlám és bizánci építészeti elemek keverednek, ami bizonyíték a különböző vallások követőinek kulturális kapcsolataira. Építészetükre jellemzőek a részletesen kidolgozott épületelemek és épületszerkezetek, a kifinomult szobrászati és festészeti díszítés valamint a nagy felületeken alkalmazott színes mozaikok. A helyszínhez tartozó épületek jó állapotban maradtak fenn, a szakértők véleménye szerint a mozaikdíszítések is megőrizték eredeti formájukat. Szicília arab-normann építészetének hatása kimutatható Olaszország tirrén-tengeri partvidékén is. |                                                                    |

| | 16–17. századi velencei védművek |
| Horvátország, Montenegró és Olaszország közös világörökségi helyszíne |                                  |
| 2017 |                                  |
| Kulturális (III)(IV) |                                  |
| Védett terület: 378,37 ha, puffer zóna: 1 749,62 ha, hivatkozás: 1533 |                                  |
| Horvátország, Montenegró és Olaszország közös világörökségi helyszínéhez összesen 15 védmű tartozik. A védművek egy több mint ezer kilométeres vonalon fekszenek Lombardiától az Adriai-tenger keleti partjáig. Az erődítményrendszer két részre oszlik, a "Stato da Terra" a Velencei Köztársaságot óvta a többi európai állam támadásától, míg a "Stato da Mar" az Adriai-tengertől kelet felé tartó tengeri kereskedelmi útvonalakat és hozzájuk tartozó kikötőket védte. Az erődrendszer a velenceiek fennhatóságát fejezte ki a meghódított területeken és elősegítette a további terjeszkedést. A puskapor használatának elterjedése alapvetően változtatta meg a hadviselési szokásokat, ennek következtében a katonai célú építészetet is ami az úgynevezett "alla modernal" (modern) típusú bástyákkal ellátott erődítmények építésében figyelhető meg. |                                  |

| | A Kárpátok és más európai régiók ősbükkösei |
| Albánia, Ausztria, Belgium, Bosznia-Hercegovina, Bulgária, Csehország, Észak-Macedónia, Franciaország, Horvátország, Lengyelország, Németország, Olaszország, Románia, Svájc, Szlovákia, Szlovénia, Spanyolország és Ukrajna közös világörökségi helyszíne |                                             |
| 2007, kiterjesztés: 2011, 2017 (olaszországi területek), 2021 |                                             |
| Természeti (IX) |                                             |
| Védett terület: 92 023,24 ha, puffer zóna: 253 815,38 ha, hivatkozás: 1133 |                                             |
| Ez a határokon átnyúló, többször kiterjesztett helyszín Európa legnagyobb kiterjedésű ősbükköse, jelenleg 18 ország közös világörökségi helyszíne és összesen 94 védett területből áll. Kezdetben az Északkeleti-Kárpátok déli lejtőin, Szlovákia keleti részén és Ukrajnában található védett területhez összesen 10 természetvédelmi körzet tartozott, ezek közül hat Ukrajnában négy pedig Szlovákiában található. Ezek a védett területek egy 185 kilométer hosszú tengelyen fekszenek, tengerszint feletti magasságuk 210 és 1700 méter között váltakozik. A teljes védett övezet eredetileg háromszáz négyzetkilométert foglalt el, majd 2011-ben a helyszínt öt újabb, Németországban található bükkerdővel egészítették ki. A következő kiterjesztés óta, 2017-től a helyszínhez tartoznak mediterrán területek, az Alpok, a Dinári-hegység és a Pireneusok ősbükkösei is. Az utolsó, 2021-es kiterjesztés során bosznia-hercegovinai, csehországi, észak-macedóniai, franciaországi, lengyelországi és svájci bükkösök kerültek a világörökségi listára. Az ősbükkösöben találhatók a világ legmagasabb és legöregebb bükkfái, és megfigyelhető a bükkerdők fejlődésének valamennyi fázisa. A Kárpátokban őshonos bükkfa a Dinári-hegység mellett csak ezeken a területeken vészelte át a jégkorszakot, majd egy rövid, néhány ezer éves időszak alatt elterjedt az egész kontinensen. Az őserdők a bükkfák felbecsülhetetlen értékű genetikai tárházai. A fák mellett található ökoszisztéma magán viseli a jégkorszak utáni élővilág valamennyi jellegzetességét, gazdag növény és állatvilágnak, köztük több védett fajnak nyújt életteret. |                                             |

| | Ivrea |
| 2018 |       |
| Kulturális (IV) |       |
| Védett terület: 71,18 ha, puffer zóna: 400,48 ha, hivatkozás: 1538 |       |
| Ivrea iparváros az ország északi részén Piemont régióban található. Amikor az írógép, számoló- és számítógépgyártó cég az Olivetti teszthelyszínnek és gyártóközpontnak kezdte használni ipari negyede gyors fejlődésnek indult. Az ipartelep fő részei a nagyméretű gyárépület, a hozzá tartozó melléképületek amelyekben az adminisztrációs és szociális feladatokat látták el, ezen kívül lakóépületek tartoznak hozzá. Az épületegyüttest az ország vezető várostervezői és építészei tervezték, az 1930-as és az 1960-as évek között valósították meg. A telep építészeti jellegzetességeiben a kommunista mozgalom építészeti formái figyelhetők meg. Ivrea ipari telepe az ipari termelés és az építészet közötti kölcsönhatást jeleníti meg. |       |

| | A Prosecco-dombok Conegliano és Valdobbiadene környékén |
| 2019 |                                                         |
| Kulturális (V) |                                                         |
| Védett terület: 20 334,2 ha, puffer zóna: 43 988,2 ha, hivatkozás: 1571 |                                                         |
| Az Olaszország északkeleti részén fekvő dombvidék világörökségi helyszínéhez a Prosecco szőlőtermelő vidék egy része tartozik. A táj jellegzetes elemei az úgynevezett „ciglioni”-k ezek kisméretű szőlőfoltok füves teraszokon, valamint erdők, kis falvak és gazdaságok. Ezt a nehezen megművelhető területet az emberi tevékenység évszázadokon keresztül formálta és saját igényeihez igazította. A 17. század óta a ciglioni-k használata egy különleges, sakktáblaszerű mintázatot kölcsönzött a tájnak ami az emelkedőkkel párhuzamosan vagy arra merőlegesen futó szőlősorokból áll. A 19. században egy másfajta szőlőtermelési módszer, az úgynevezett „belussera” hozzájárult a táj letisztultabb képéhez. |                                                         |

| | Európa nagy fürdővárosai |
| Ausztria, Belgium, Csehország, az Egyesült Királyság, Franciaország, Németország, Olaszország közös világörökségi helyszíne |                          |
| 2021 |                          |
| Kulturális (II) (III) |                          |
| Védett terület: 7014 ha, puffer zóna: 11 319 ha, hivatkozás: 1613 |                          |
| A világörökségi helyszínhez összesen tizenegy fürdőváros tartozik, amelyek hét országban találhatók: Baden bei Wien (Ausztria), Spa (Belgium), Františkovy Lázně, Karlovy Vary és Mariánské Lázně (Csehország), Vichy (Franciaország), Bad Ems, Baden-Baden és Bad Kissingen (Németország), Montecatini Terme (Olaszország) és Bath (Egyesült Királyság). Mindegyik fürdőváros nagy ásványtartalmú és vízhozamú forrás(ok) körül épült ki, városképüket meghatározza a 19. század elejétől fellendülő és az 1930-as évekig folyamatosan fejlődő európai fürdőkultúra. A források közelébe terápiás célra hasznosított épületeket, nagyméretű szállodákat, szivattyúállomásokat, ivótermeket, medencéket építettek, a vizet összetett rendszereken keresztül (pl. alagutak segítségével) vezették el. Kiegészítő és rekreációs célra kerteket hoztak létre, kaszinókat, színházakat, villákat, találkozóhelyeket építettek, valamint kialakították a fürdők üzemeltetéséhez szükséges infrastruktúrát is. A fürdőközpontok létrehozásakor ügyeltek arra is, hogy az épületegyüttesek harmonikusan illeszkedjenek a városképbe és a környező tájba. A fürdővárosok az orvostudomány, más természettudományok, valamint a balneológia fejlődésének és egymással való szorosabb kapcsolatának bizonyítékai és fontos helyszínei. |                          |

| | Padova 14. századi freskói |
| 2021 |                            |
| Kulturális (II) |                            |
| Védett terület: 19,96 ha, puffer zóna: 530 ha, hivatkozás: 1623 |                            |
| A helyszín nyolc egyházi és világi épületből áll Padova történelmi központjában amelyek 1302 és 1397 között készült freskóciklusaikról nevezetesek. A festményeket több művész készítette, más-más megrendelők megbízásai alapján, különböző funkciójú épületekben, mégis egyfajta stilisztikai egységet képviselnek és hasonló témákat ábrázolnak. Az épületek négy csoportba sorolhatók, a Scrovegni-kápolna és az Eremitani-templom (1.) a Palazzo della Ragione, a Palazzo Carraresi, a keresztelőkápolna és a hozzá tartozó terek (2.), a Szent Antal-bazilikához tartozó épületcsoport (3.) és a San Michele (4.). A festmények közé tartozik Giotto freskóciklusa a Scrovegni-kápolnában amely a falfestészet 14. századi robbanásszerű fejlődésének elindítója volt. A többi festményciklust Guariento di Arpo, Giusto de' Menabuoi, Altichiero da Zevio, Jacopo Avanzi és Jacopo da Verona készítette. A festményeken nyomon követhető az a folyamat ahogy egy évszázad alatt kifejlődött a falfestészetnek egy, a térbeli ábrázolások szabályait helyesen alkalmazó formája. Ennek kiváltója a patrónusok egyre hangsúlyosabb megjelenítése iránti igény és emberi érzelmek valósághű ábrázolása iránti fokozott érdeklődés volt. |                            |

| | Bolognai árkádok |
| 2021 |                  |
| Kulturális (IV) |                  |
| Védett terület: 52,18 ha, puffer zóna: 1126 ha, hivatkozás: 1650 |                  |
| A helyszín tizenkét részből áll, ezek olyan árkádsorok és hozzájuk tartozó épületek, amelyek Bologna történelmi központjában épültek fel a 12. századtól napjainkig. A város árkádjainak összesített hossza eléri a 62 kilométert. Ezek legfőképpen magántulajdonú épületekhez kapcsolódnak viszont közösségi használatra készültek és az idők során a bolognai városkép legjellegzetesebb elemévé váltak. A kiválasztott tizenkét árkád különböző korokból származik és bemutatja a város összes árkádtípusát. Az árkádok egy része fából készült, más része kőből vagy téglából, némelyiket később betonnal erősítették meg. Utakat, tereket, sétányokat szegélyeznek egy vagy több oldalról is. A kiválasztott árkádok között van olyan is, ami csak egy épülethez tartozik és nem egy nagyobb lefedett terület része. Ezeket a fedett területek mindig is népszerűek voltak a gyalogosok körében, ezen kívül fontos helyszínei voltak egyes kereskedelmi tevékenységeknek is. A 20. században a beton alkalmazása lehetővé tette egyes tetőelemek cseréjét, valamint új árkádok építését is újfajta építészeti megoldásokkal, ennek egyik példája a Barca városnegyedben található. |                  |

| | Az Észak-Appenninek evaporit karszt-barlangjai |
| 2023 |                                                |
| Természeti (VIII) |                                                |
| Védett terület: 3 680 ha, puffer zóna: 8 348 ha, hivatkozás: 1692 |                                                |
| A több részből álló helyszín elemei egy kivételesen jó állapotú és nagy kiterjedésű gipsz karsztvidéken találhatók. Nagy számban találhatók benne karszt barlangok, egy viszonylag kis területen több mint 900 barlangot vettek nyilvántartásba, ezek hossza összesen meghaladja a 100 kilométert. Ez a legkorábban és legalaposabban kutatott evaporit karsztvidék a világon, a hozzá köthető tudományos munka már a 16. században elkezdődött. Az eddig ismert legmélyebb karsztbarlangok közül több is itt található, mélységük eléri a 256 métert. |                                                |

| | Via Appia |
| 2024 |           |
| Kulturális (III)(IV)(VI) |           |
| Védett terület: 4 639,92 ha, puffer zóna: 40 205,79 ha, hivatkozás: 1708 |           |
| A több mint 800 kilométer hosszú Via Appia a legrégebbi és legfontosabb az ókori rómaiak által épített utak közül. I. e. 312-ben kezdték építeni és egészen az i. sz. 4. századig bővítették. Eredetileg a keleti célpontok és Kis-Ázsia felé tartó hódító hadjáratok részére katonai célból építették. Az útvonal később segítette az általa érintett települések fejlődését, újabb települések létrejöttét és megkönnyítette a kereskedelmi és mezőgazdasági tevékenységet is. A 22 részből álló helyszín kivételes mérnöki teljesítmények együttese, a római mérnökök fejlett műszaki jártasságát szemlélteti. A konkrét út megépítése mellett fejlesztették az infrastruktúrát, földterületeket csapoltak le, ezen kívül fürdőket, amfiteátrumokat, bazilikákat, diadalíveket, vízvezetétekek, csatornákat, hidakat és közkutakat építettek. |           |

## Elhelyezkedésük
| Camonica-völgy Santa Maria delle Grazie Róma Firenze San Gimignano Vicenza Nápoly Villa Romana del Casale Aquileia Paestum Genova Mantova Palermo Ősbükkös Bolognai árkádok                    | Velence Siena Crespi d’Adda Castel del Monte Savoyai rezidencia Cinque Terre Modena Pompeii Su Nuraxi di Barumini Assisi Cerveteri Rhaetiai vasútvonal Longobárd emlékek Etna                 |
| Pisa Ferrara Alberobello Padovai botanikus kert Amalfi-part Urbino Lipari-szigetek Villa d´Este Val d’Orcia Siracusa Monte San Giorgio Karszt-barlangok Cölöpházak Velencei védművek Via Appia | Sassi di Matera Ravenna Pienza Caserta Agrigento Villa Adriana Verona Val di Noto Piemont,Lombardia hegyei Medici villák Langhe-Roero Ivrea Prosecco-dombok Montecatini Terme Padovai freskók |

## Javasolt helyszínek
| Megnevezés                                                                                              | Kép | Típus      | Kritérium                | Év   | Link |
| --- | --- | ---------- | ------------------------ | ---- | ---- |
| Európai papírmalmok Csehország, Lengyelország, Németország, Olaszország és Spanyolország közös jelölése |     | Kulturális | II, III, IV              | 2024 | 6766 |
| Az görög-bizánci kultúra emlékei a korai és késői középkorból                                           |     | Kulturális | II, III, VI              | 2023 | 6697 |
| Chianti Classico villagazdaság-rendszere                                                                |     | Kulturális | II, IV, V                | 2023 | 6654 |
| Marche történelmi színházai                                                                             |     | Kulturális | III, IV, VI              | 2021 | 6556 |
| Szardínia nuraghe építményei                                                                            |     | Kulturális | II, IV, VI               | 2021 | 6557 |
| Az Alpone-völgy eocén kori tengeri fosszília lelőhelye                                                  |     | Természeti | VIII                     | 2021 | 6539 |
| A történelem előtti Szardínia művészete és építészete                                                   |     | Kulturális | II, III, VI              | 2021 | 6523 |
| A Via Francigena olaszországi szakasza                                                                  |     | Kulturális | II, IV, VI               | 2019 | 6382 |
| A mediterrán Alpok Franciaország, Monaco és Olaszország közös jelölése                                  |     | Természeti | VIII                     | 2017 | 6181 |
| Civita di Bagnoregio kultúrtája                                                                         |     | Kulturális | III, V                   | 2017 | 6182 |
| Középkori benedek-rendi kolostorok                                                                      |     | Kulturális | II, V, VI                | 2016 | 6107 |
| A Mont Blanc tömbje                                                                                     |     | Természeti | VII, VIII, IX, X         | 2008 | 5265 |
| A Maggiore-tó és az Orta-tó vidéke                                                                      |     | Kulturális | II, VI                   | 2006 | 325  |
| Hanbury Botanikus Kert                                                                                  |     | Kulturális | II, IV                   | 2006 | 336  |
| Orvieto                                                                                                 |     | Kulturális | I, IV, V                 | 2006 | 344  |
| A pápai nemesség villái                                                                                 |     | Kulturális | I, II, III, IV           | 2006 | 351  |
| Salento és a barokk Lecce                                                                               |     | Kulturális | I, III, IV               | 2006 | 1149 |
| A stilói katholikon és bazilita bizánci épületegyüttesek                                                |     | Kulturális | II, III, IV              | 2006 | 1150 |
| A Maddalena-szigetvilág és a Bonifaciói-szoros                                                          |     | Természeti | VII, IX, X               | 2006 | 2028 |
| Motya és Lilibeo a pun civilizáció Itáliában                                                            |     | Kulturális | III, IV, VI              | 2006 | 2029 |
| A Flegrea-térség talajszintváltozásai                                                                   |     | Természeti | VII, VIII, X             | 2006 | 2030 |
| A Marmore-vízesés és Valnerina kolostorépítményei valamint vízgazdálkodási emlékei                      |     | Kulturális | I, IV, V, VI             | 2006 | 2031 |
| Pelagos Menedék a tengeri emlősök védelmére a Földközi-tengeren                                         |     | Természeti | VII, IX, X               | 2006 | 2032 |
| Asinara-sziget                                                                                          |     | Természeti | VII, IX, X               | 2006 | 5002 |
| Sulcis-Iglesiente                                                                                       |     | Természeti | IX, X                    | 2006 | 5003 |
| Carrara márványlelőhelye                                                                                |     | Vegyes     | II, VI, VII, VIII, IX, X | 2006 | 5004 |
| A legelőváltó pásztorkodás útvonalai                                                                    |     | Vegyes     | II, III, X               | 2006 | 5005 |
| Volterra és kultúrtája                                                                                  |     | Kulturális | IV, V                    | 2006 | 5006 |
| Az Aniene-völgy és a Villa Gregoriana Tivoliban                                                         |     | Kulturális | I, II, III, IV           | 2006 | 5008 |
| Murgia-fennsík                                                                                          |     | Vegyes     | III, VII, VIII           | 2006 | 5009 |
| A történelem előtti Puglia karsztbarlangjai                                                             |     | Kulturális | I, II, III               | 2006 | 5011 |
| Alessandria erődje                                                                                      |     | Kulturális | II, III, IV              | 2006 | 5013 |